# Лампе, Вальтер
Вальтер Лампе (нем. Walther Lampe; 28 апреля 1872, Лейпциг — 23 января 1964, Штайнгаден) — немецкий композитор и пианист.

## Биография
В 1892—1894 гг. учился в Консерватории Хоха у Клары Шуман (фортепиано) и Ивана Кнорра (композиция), затем продолжил композиторское образование в Берлине у Генриха фон Герцогенберга и Энгельберта Хумпердинка и, таким образом, в целом наследовал линии Иоганнеса Брамса в немецкой музыке: влияние Брамса критика отмечала в его Сонате для виолончели и фортепиано Op. 4 (1900, посвящена Хуго Беккеру). Определённый успех принесла композитору Серенада для 15 духовых инструментов Op. 7, исполнявшаяся в разных странах.
В 1920—1929 гг. выступал в составе Мюнхенского трио (с Феликсом Бербером и Иоганнесом Хегаром, вплоть до смерти последнего).
Преподавал в разные годы в Веймаре, Мюнхене, Берлине, Зальцбурге. Для целого ряда уртекстовых изданий (Моцарт, Бетховен, Шуман и др.) подготовил указания по аппликатуре.
Был женат на скульпторе Сильвии Лампе фон Беннигсен (1892—1984).